# Louis Charles Antoine Desaix
Louis Charles Antoine Desaix (Ayat-sur-Sioule, 17 agosto 1768 – Spinetta Marengo, 14 giugno 1800) è stato un generale francese.

## Biografia

### Un'educazione militare
Louis Charles Antoine Desaix era figlio di messer Gilbert-Antoine Desaix, cavaliere, signore di Veygoux, e di donna Amable de Beaufranchet, sua sposa, residenti a Veygoux, parrocchia di Charbonnières-les-Varennes.
All'età di 7 anni iniziò la frequenza alla Reale Scuola Militare di Effiat, diretta da una congregazione d'oratoriani ed a 15 anni venne nominato sottotenente del Reggimento di Bretagna.

### La scelta della Repubblica
Sottotenente nel 1789, rifiutò di emigrare a causa della rivoluzione come invece fece la sua famiglia nobile che lasciò la Francia nel 1792.
Nel 1791 lasciò il reggimento di Bretagna per fare ritorno in Alvernia, dove ricevette la nomina a commissario ordinario di guerra a Clermont-Ferrand. Nel 1792 venne arrestato come "sospetto", ma presto rilasciato e divenne aiutante di campo dal comandante De Broglie.
Compì nell'esercito rivoluzionario una brillante carriera, distinguendosi nelle battaglie sul fronte del Reno, diventando Generale di divisione a soli venticinque anni (il più giovane generale dell'esercito francese). Accusato dai giacobini di avere ben diciassette parenti emigrati e di essere piuttosto povero quindi passibile di corruzione da parte degli inglesi o degli austriaci, venne sospeso dal servizio, ma l'intervento del generale Pichegru fece sì che fosse riammesso nel ruolo.
Nel gennaio 1796, grazie ai suoi brillanti successi militari, venne nominato comandante in capo ad interim dell'Armata del Reno. Si distinse nella difesa dell'Alsazia prendendo Kehl nel 1796 e quindi prese parte attiva, sotto il comando del generale Moreau, alle vittorie contro gli austriaci comandati dall'arciduca Carlo ad Ettlingen (10 maggio 1796) ed a Rastatt (4 luglio 1796).

### La campagna d'Egitto

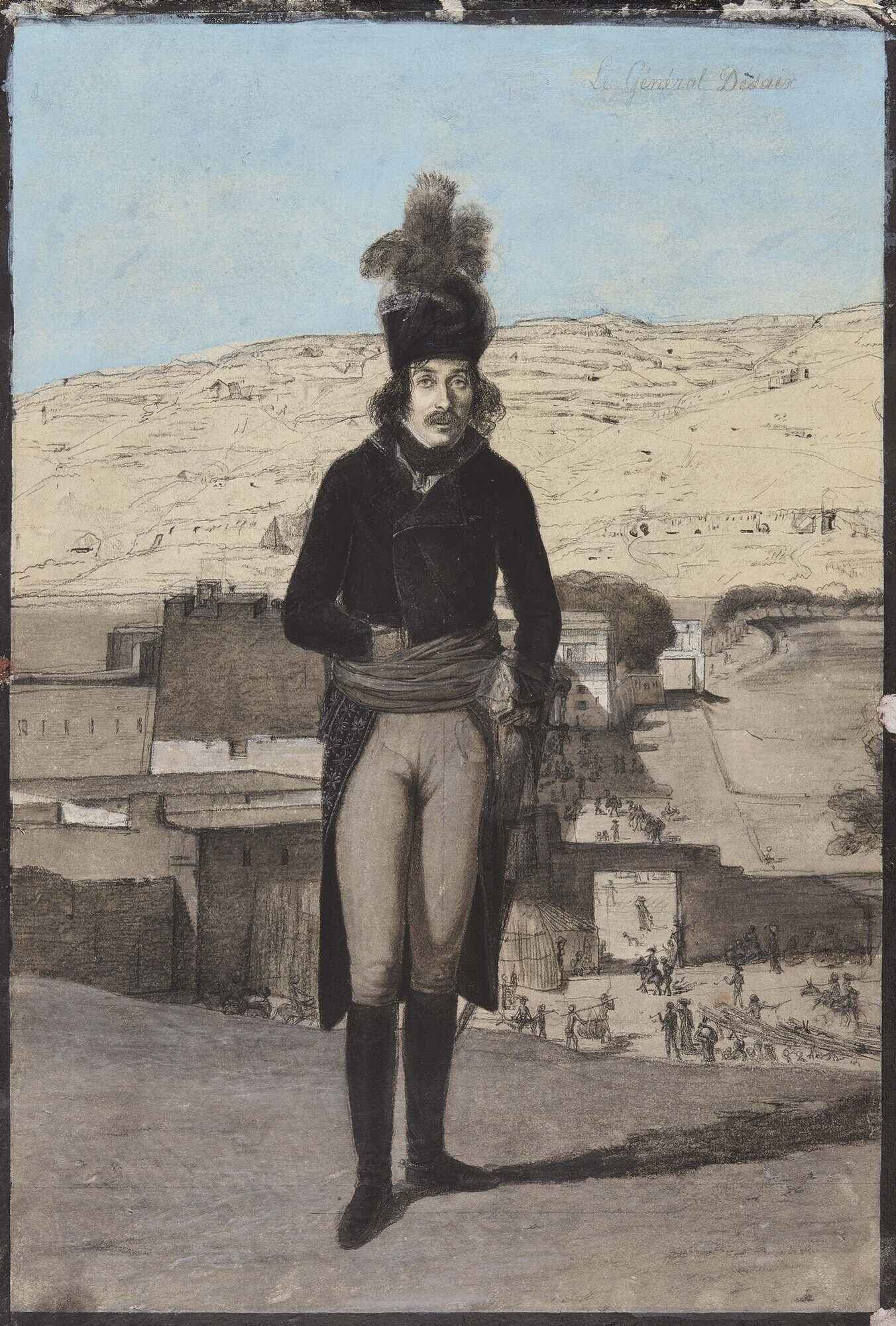
Desaix durante la campagna d’Egitto

Conobbe Napoleone Bonaparte a Passariano nel 1797, il quale gli affidò l'organizzazione di un convoglio marittimo per la Campagna d'Egitto, dove svolse la funzione di ammiraglio. Partecipò quindi alla presa de La Valletta (Malta, 10 giugno 1798). Comandante di una divisione dell'Armata d'Oriente, il 21 luglio partecipò alla Battaglia delle Piramidi.
Per i sei mesi successivi si dedicò alla caccia di Murad Bey, il comandante egiziano che con i suoi mamelucchi conduceva azioni di guerriglia contro i francesi, sostenuto anche dai rifornimenti che gli giungevano dalla penisola araba. Le sue continue scorrerie facevano sì che l'autorità dei francesi nei villaggi egiziani fosse rimessa continuamente in discussione e nessuno di questi potesse dirsi sicuro. A capo di un reparto di poco meno di tremila uomini e praticamente privo di artiglieria, non diede tregua al nemico sfuggente battendolo ad Al Lahun (ottobre 1798), a Samhud (gennaio 1799) e ad Abnud (marzo 1799), finché Murad si trovò praticamente abbandonato dalle sue stesse truppe, stanche e mal ridotte da combattimenti dei quali non si scorgeva la conclusione.
Di ritorno in Francia, fu fatto prigioniero dalla flotta inglese e poi rilasciato.

### La battaglia di Marengo

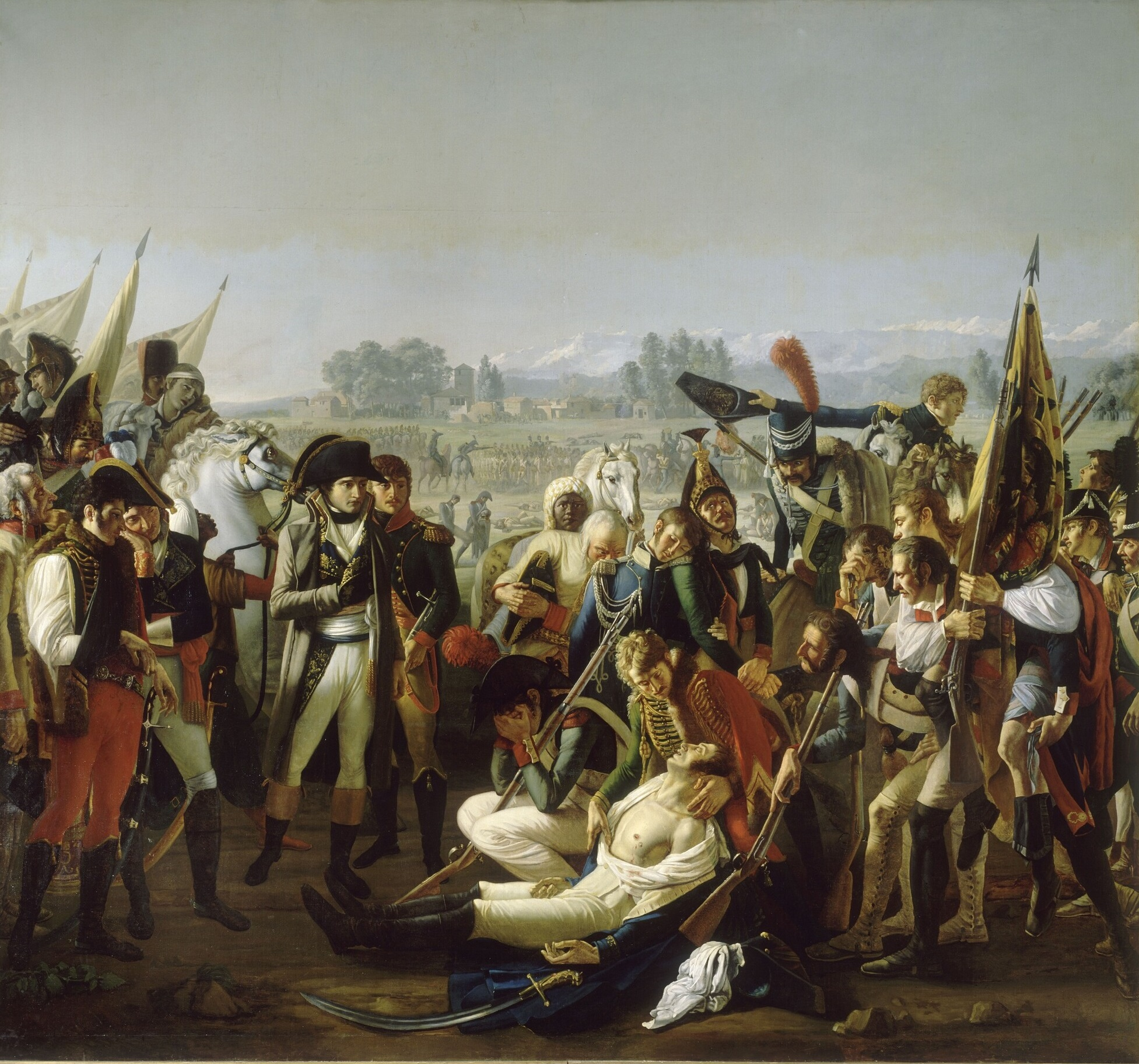
Jean Broc, La morte di Desaix

Tornato a Tolone nel maggio 1800, Desaix raggiunse in Italia Napoleone, divenuto nel frattempo primo console, dove questi stava conducendo la seconda campagna d'Italia. L'incontro avvenne il 10 giugno 1800 nei pressi di Stradella e gli fu assegnato il comando di un corpo d'armata (divisioni di Boudet e Monnier).
Il 13 ricevette l'ordine di staccarsi dal grosso dell'armata ed attestarsi fra Rivalta e Novi Ligure per tagliare un'eventuale ritirata verso Genova agli austriaci del Melas, mentre Napoleone si sarebbe attestato nei pressi di Marengo (Torre Garofoli). Qui il giorno dopo Napoleone fu attaccato di sorpresa dalle truppe di Melas e del suo capo di stato maggiore generale Zach, e venne messo in rotta, per cui inviò messaggeri per richiedere soccorso al Desaix.
La battaglia si stava praticamente concludendo con la sconfitta dei francesi, tuttavia gli austriaci di Melas, sicuri ormai della vittoria, si attardarono a ricompattare i ranghi. L'arrivo delle truppe di Desaix ribaltò il risultato e quella che avrebbe dovuto essere una vittoria austriaca divenne la vittoria francese di Marengo. Pare che appena giunto accanto a Napoleone, durante la battaglia di Marengo, Desaix abbia pronunciato la frase: «Questa battaglia è completamente perduta, ma sono le due e vi è il tempo per vincerne un'altra». Alla testa dei 10 000 uomini della 9ª Brigata di fanteria leggera, Desaix si lanciò contro il nemico e l'azione cambiò le sorti della battaglia, permettendo ai francesi di ottenere la vittoria finale.
Nel corso della carica Desaix morì, colpito al cuore da una pallottola in località Vigna Santa sulla strada tra Spinetta Marengo e San Giuliano Vecchio. Il suo corpo venne ritrovato alla sera. Era lo stesso giorno in cui il suo grande amico, il generale Kléber, veniva ucciso in Egitto.

## Riconoscimenti

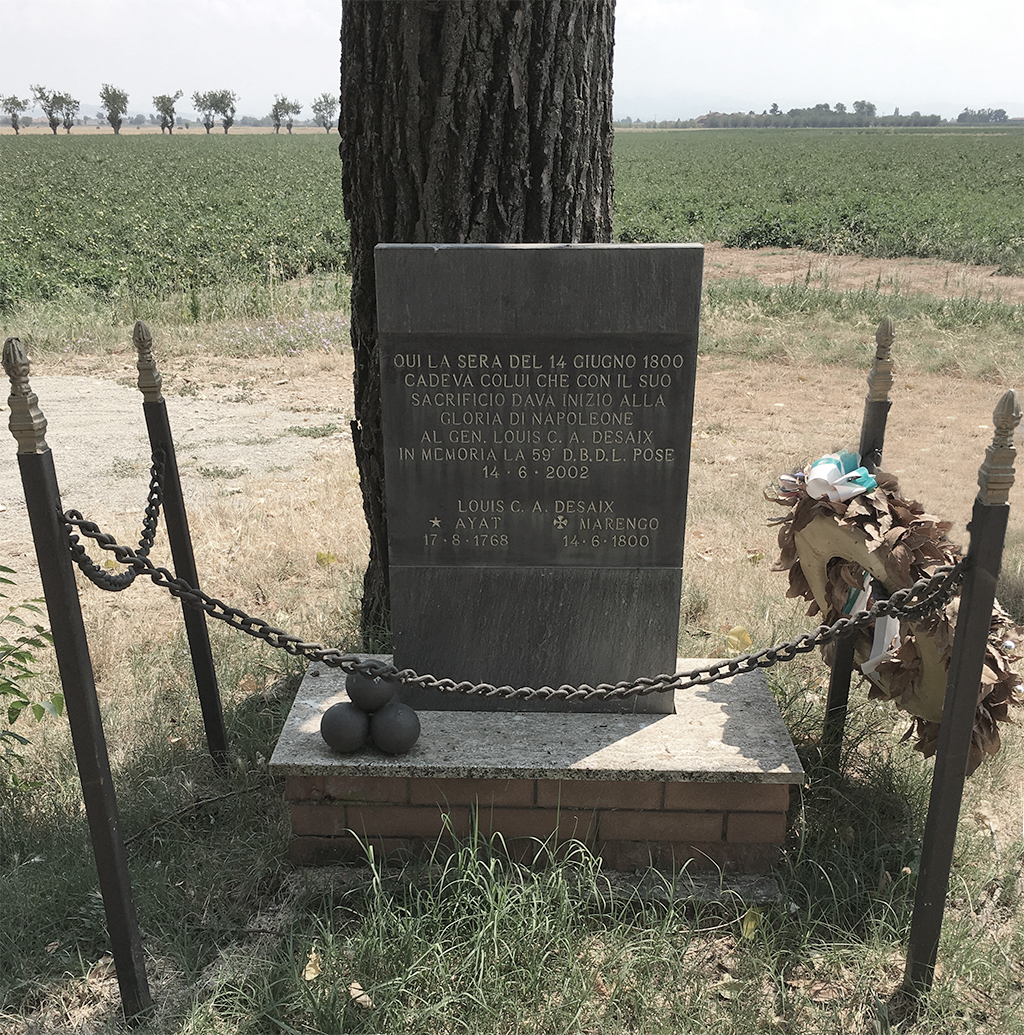
Lapide commemorativa sul luogo della morte del generale

### Monumenti
- La salma del generale Desaix è stata tumulata per volere di Napoleone Bonaparte nell'anno 1806 presso l'Ospizio del Gran San Bernardo dove esiste anche il monumento funebre eretto anch'esso da Napoleone.
- Una lapide commemorativa al generale Desaix è stata eretta in località Vigna Santa.
- In quanto notevole figura militare della rivoluzione francese, il suo nome figura sull'Arco di Trionfo, in Place de l'Étoile, a Parigi.
- Un progetto di monumento al generale Desaix di Joseph Chinard è visibile al Louvre, nell'ala Richelieu.
- Un busto marmoreo è presente nei pressi dell'Ossario, all'interno del parco di Villa Delavo, in Spinetta Marengo.
- Un cenotafio in gres rosa dei Vosgi, raffigurante un massiccio elmo corinzio è stato eretto alla memoria di Desaix nel 1802, a Kehl. Pagato con una giornata di soldo dell'armata del Reno, è stato spostato nel 1959/1960 nella piazza della Borsa di Strasburgo. L'opera è dell'architetto Frédéric Weinbrenner e dello scultore Landolin Ohmacht.
- Una statua di Desaix dello scultore Nanteuil si trova sulla piazza principale di Clermont-Ferrand dal 1848. In questa città vi è anche una fontana a forma di obelisco chiamato "la piramide" (eretta nel 1801), con il piedistallo di stile neo-Luigi XVI (1903) dovuto all'architetto Poncelet.
- Fu dato il suo nome ad uno dei forti di Fort-de-France in Martinica, ad una città del Sudan (Fort-Desaix) durante la spedizione Marchand, e ad una città algerina, oggi denominata Nador.

## Il giudizio di Napoleone
Durante il suo esilio a Sant'Elena, Napoleone si espresse di Desaix in questo modo:
Si dice poi che Napoleone abbia pronunciato queste parole la vigilia della propria morte, in un momento di delirio:

## Il nome Desaix
Il nome Desaix è variato nel corso del tempo. Il nome della famiglia Des Ayes è attestato fin dal 1287. Certi atti ufficiali riportano des Hais, des Azayes, des Saix. A partire dal XVII secolo la famiglia porta il nome Des Aix, fino al nonno del generale, Sylvain des Aix (morto nel 1750).
Contrariamente a quanto indicato da certi autori, la grafia Desaix non si diffonde durante la Rivoluzione per ragioni di opportunismo, ma la si trova negli atti anteriori al 18 settembre.
Secondo le regole della grafia francese, il nome dovrebbe pronunciarsi [Desè] (s dolce di rosa). La prassi vuole che in Alvernia si pronunci [Dësè] (e semimuta). È errata la pronuncia [Dësèks].